# Гуссенбахская волость
Гуссенбахская во́лость (с 1916 года - Добрынинская волость) — административно-территориальная единица, входившая в состав Новоузенского уезда Самарской губернии. 
Административный центр — село Гуссенбах.
Население волости составляли преимущественно немцы, лютеране и реформаты.
В период до установления советской власти волость имела аппарат волостного правления, традиционный для таких административно-территориальных единиц Российской империи.
Образована в 1908 году в результате выделения из Нижне-Ерусланской волости. Во вновь образованную волость вошли села Гуссенбах и Гнаденфельд. В 1916 году переименована в Добрынинскую волость. 8 марта 1919 года, в связи с образованием первой немецкой автономии, Добрынинская (Гуссенбахская) волость была передана сначала во вновь образованный Ровненский уезд, а затем Трудовой Коммуне области немцев Поволжья.
Волость граничила: на западе - с Бизюкской волостью, на севере - с Воскресенской волостью, на северо-востоке - с Краснокутской волостью, на востоке - с чересполосным участком Бизюкской волости; на юго-востоке - с чересполосным участком Нижне-Ерусланской волости; на юге - с Дьяковской волостью.
Территория бывшей волости является частью земель Краснокутского района Саратовской области (административный центр области — город Саратов).

## Состав волости
| № | Населённые пункты | Население (1910 год) | Преобладающие национальности, вероисповедания | Современное состояние                  |
| - | ----------------- | -------------------- | --------------------------------------------- | -------------------------------------- |
| 1 | село Гуссенбах    | 4179                 | немцы, лютеране и реформаты                   | село Первомайское, Краснокутский район |
| 2 | село Гнаденфельд  | 1865                 | немцы, лютеране и реформаты                   | село Кирово, Краснокутский район       |